# La Politique des femmes
La Politique des femmes  est un journal féministe du XIXe siècle.

## Fondation, objectif et portée
Il fut créé en juin 1848 par Jeanne Deroin et Désirée Gay (toutes les deux issues de la « société des ouvrières. »). Hortense Wild, féministe et fouriériste contribue à la rédaction.
Ce journal devient vite un des journaux des revendications féministes, mais après la censure et les difficultés financières, le journal s'arrête août 1848 et pour exister, il portera le titre de L'Opinion des femmes.
Comme toute la presse féministe de l'époque, il paraît pour une courte période pour défendre les intérêts des femmes dans la société.